# Калми Барух
Калми Барух (шп. Kalmi Baruh, фр. Kalmi Baruch; Сарајево, 25. децембар 1896 — логор Берген-Белзен, 1945) је пионир југословенске хиспанистике и сефардистике, те међународно признати научник из области јеврејско-шпанског језика.

## Живот и активности
Родио се у Сарајеву 1896, као потомак једне од најстаријих сефардских породица у Босни. Основну школу похађао у Вишеграду, данашња Република Српска, а гимназију у Сарајеву. Докторирао у Бечу 1923. год. - (  (Развојно стање гласова јеврејско-шпанског језика у Босни)). После живи у Берлину, Паризу, Мадриду и Загребу, те се враћа у Сарајево где је службовао као професор у I сарајевској гимназији. Био једини сефардски стипендиста балканског полуострва од стране шпанске Владе за пост-докторат у мадридском Центру за историјске студије (1928/1929). Дугогодишњи сарадник више југословенских и европских часописа из области филологије и књижевности као на пример: Српски књижевни гласник и Мисао, оба из Београда, Revista de filología española (Мадрид) .... Деловао и са београдским Балканским институтом и Универзитетом, те са Шпанском краљевском академијом. Преводио са шпанског на српски (Енрике Ларета: Слава дон Рамира (један живот у доба Филипа II) Народна просвета, Београд, 1933; Хосе Еустасио Ривера: Вртлог, Минерва, Суботица-Београд, 1953. ...). Приређивао приказе и књижевну критику савремене шпанске књижевности. Објављивао радове о језичкој компаратистици, уџбеницима и научним радовима из области филологије, са нагласком на романистику. Прикупљао, по местима широм Босне, Приштини и Скопљу, документовао и научно истраживао језичке форме и романсе јеврејско-шпанског језика. Један од стубова сарајевског прогресивног Прегледа. Био ауторитативни ослонац локалним конгрегацијским часописима Јеврејски живот и Јеврејски глас, као и културно-просветној установи Ла Беневоленција. Сарађивао је са проф. Хименес Кабаљером (Ernesto Giménez Caballero), Проф. Џонсоном, Ивом Андрићем, Исидором Секулић, Жаком Конфином, Станиславом Винавером, Јованом Кршићем, Морицом Левијем, Лауром Папо (Бохоретом)....
Говорио десетак језика, док је радове објављивао углавном на српском, затим и на јеврејско-шпанском, шпанском, француском и немачком.
Тридесетих година прошлог века био еминентан и активан интелектуалац, напредне оријентације, Сарајева и читаве Краљевине Југославије. Посебно се залагао за социјално угрожене ученике, културно уздизање радника, међуконфесионалну толеранцију и борбу против антисемитизма, те березервну подршку републиканцима Грађанског рата у Шпанији.
Страдао у немачком нацистичком концентрационом логору Берген-Белзен.

## Дела

### Најпознатији радови:
- Шпанске романсе босанских Јевреја (Spanish Ballads of the Bosnian Jews);
- Јевреји на Балкану и њихов језик;
- Шпанија у доба Мајмонидесово;
- Шпанија Филипа II;
- Шпанија у књижевности једне генерације;
- Мигуел де Унамуно;
- Исламски извори Дантеове Божанске комедије.

### Посебна издања сабраних Барухових радова:
- Калми Барух - Есеји и чланци из шпанске књижевности, Свјетлост, Сарајево, 1956;
- Калми Барух - Изабрана дјела, Свјетлост, Сарајево, 1972;
- Baruh, Kalmi (2007). Selected Works on Sephardic and Other Jewish Topics. Jerusalem: Shefer Publishers. ISBN 978-965-90790-0-1.; 978-965-90790-1-8.